# Kanzleischreiber
Kanzleischreiber, auch als Kanzlisten oder Kanzellisten bezeichnet, waren besoldete, gehobene Bedienstete in einer herrschaftlichen oder auch städtischen Kanzlei, typischerweise vereidigt, mit normalerweise fest umrissenem Aufgabenbereich innerhalb der Schreib- und Registraturarbeiten einer Kanzlei. 
Ihre Aufgaben konnten im Einzelnen auch durchaus unterschiedlich sein, je nach Dienstherr oder auch Anlass. Dazu gehörten beispielsweise die Führung von Rechnungsbüchern, die Herstellung und Kollation von Reinschriften und von Duplikaten wichtiger Urkunden, die Protokollführung beim Rat oder bei Gericht und häufig auch die Teilnahme an Gesandtschaften. Oft waren sie auch als Notare zur Beglaubigung von Urkunden tätig.
Bis ins 15. Jahrhundert waren Kanzleischreiber zumeist Kleriker, danach jedoch zunehmend juristisch ausgebildete Laien. 
Eine Anstellung als Kanzleischreiber war häufig eine Vorstufe für die Berufung in höhere Kanzleiämter.